# Tulipa schmidtii
Tulipa schmidtii är en liljeväxtart som beskrevs av Aleksandr Vasiljevitj Fomin. Tulipa schmidtii ingår i släktet tulpaner, och familjen liljeväxter. Inga underarter finns listade.